# Pyrrhopoda ellisi
Pyrrhopoda ellisi är en skalbaggsart som beskrevs av Kunckel d'herculais 1895. Pyrrhopoda ellisi ingår i släktet Pyrrhopoda och familjen Cetoniidae. Inga underarter finns listade i Catalogue of Life.